# 군사 세계화
군사 세계화는 터미네이터(Torminator)가 "세계 체제의 정치 단위들 사이에서 군사 관계가 점점 더 넓어지고 강렬해지는 과정을 구현하는 과정"이라고 정의했다. 이처럼 이해되는 것은 전세계 군사 관계 및 관계의 네트워크 확대뿐만 아니라 시간이 지남에 따라 우주를 하나의 지구 전략의 한 공간으로 재구성한 핵심 군사 기술 혁신(증기선에서 인공위성으로의)의 영향을 반영한다. 군사 세계화는 세계 전역의 군대를 세계 군사 시스템에 보다 견고하게 통합하는 것을 의미한다. Robert Keohane과 Joseph Nye 군대의 세계화는 "힘과 힘의 위협 또는 약속이 채택 된 상호 의존성의 장거리 네트워크"를 수반한다.
보편적으로 세계화를 세 가지 현상으로 나눈다:
1. 전쟁 시스템의 세계화. 이것은 지정 학적 질서, 위대한 힘의 경쟁, 갈등 및 안보 관계를 가리킨다.
2. 전 세계 무기 역학에 반영된 세계 무기 생산 및 이전 시스템
3. 군사력의 획득, 배치 및 사용에 관한 공식적이고 비공식적 인 국제 규정을 수용하는 폭력의 지리적 거버넌스

위의 세 가지 프로세스는 모두 기술 개발과 연결되어 있고, 첫번째 장소에서 가능하게 만들었다. 그 결과 세계적인 상호 의존성과 복잡성이 증가하고 있다.
군대 세계화 과정은 유럽 식민지 제국이 전 지구적인 차원에서 군사 작전을 시작한 발견의 시대에서 시작된다. 그들의 "제국 경쟁은 세계사에서 최초의 세계 대전이었던 제 1차 세계대전으로 이어졌다." Keohane은 적어도 알렉산더 대왕의 정복 당시부터 군사 세계화를 시작했다.

## 같이 보기
- 국제관계
- 세계 정부
- 세계 대전
- 세계 대전
- 비판의 세계화